# Allenbach
Allenbach est une municipalité allemande située dans le land de Rhénanie-Palatinat et l'arrondissement de Birkenfeld dans le sud-ouest de l'Allemagne.